# DRG 99.73–76 sorozat
A DRG 99.73–76 egy német keskeny nyomtávú gőzmozdonysorozat volt. A sorozatot 1928-ban és 1933-ban gyártották, majd 1945-ben selejtezték.

## Lásd még
- német mozdonyok és motorvonatok listája